# Åke Nothberg
Åke Nothberg, född 18 juli 1891 i Stockholm, död 1973, var en svensk målare och tecknare. 
Han var son till marinintendenten Richard Tiodolf Nothberg och Dika Sjöström och från 1952 gift med Ingrid Margareta Lundh. Nothberg studerade vid Konsthögskolan 1909–1914 och under studieresor till Italien under sin tid vid konsthögskolan deltog han även i Axel Tallbergs etsningsskola. Tillsammans med Carl Luthander ställde han ut i Stockholm 1924 och han medverkade i samlingsutställningar arrangerade av Svenska konstnärernas förening, Sveriges allmänna konstförening och Skara konstförening. Han var representerad vid Biennalen i Venedig 1926. Hans konst består av  landskap, Stockholmsbilder, stilleben och porträtt. Som tecknare utförde han ett 30-tal karikatyrporträtt av konstnärskolleger som förvaras vid Konstnärsklubbens lokaler. Nothberg finns representerad vid Moderna museet och Kalmar konstmuseum.